# Tagliaferro (Moncalieri)
Tagliaferro è una borgata di Moncalieri situata nel lembo sud-occidentale del territorio comunale, al confine tra Nichelino e Vinovo.

## Storia
I primi fatti storiografici accertati relativi alla zona paludosa tra Moncalieri, Nichelino e Vinovo risalgono all'alto Medioevo. La presenza attestata intorno all'anno Mille di un primitivo complesso di quella che sarebbe divenuta l'Abbazia di Santa Maria di Carpice permette di collocare in questo periodo l'inizio delle operazioni di bonifica gradualmente eseguite dai monaci benedettini nel corso dei secoli. 
Tagliaferro o contado San Marcello, appartenuto alla famiglia Donadei, divenne feudo ove esisteva un piccolo cascinale ubicato sulle porzioni di terra emersa già nel XVII secolo, mentre è da individuarsi nella prima metà del secolo successivo l'edificazione della Cappella di Santa Croce. Si districano accanto ad essa gli stretti vicoli del "ghét", denso agglomerato abitativo il cui soprannome ha origini incerte.
Inizialmente realtà prevalentemente agricola e pastorale fu successivamente sede di concerie. A partire dagli anni '90 del secolo scorso ha subito un rapido processo di riqualificazione edilizia. 

## Monumenti e luoghi d'interesse
- Parrocchia di Santa Maria Goretti[8], sorta nel 1983[9] dall'unione delle chiesette di Tagliaferro e delle due borgate adiacenti, Tetti Piatti e Tetti Rolle.

## Tradizioni locali
Dal 2016 Tagliaferro e Barauda ospitano il Palio delle Borgate, manifestazione sportiva folkloristica che ha luogo annualmente da metà maggio a fine giugno e vede sfidarsi le contrade verde (centro storico), azzurra (nuova zona residenziale), gialla (Tetti Piatti) e rossa (Tetti Rolle) in varie discipline, dalla pallavolo ai giochi campestri. Dal 2015 è organizzata una corsa podistica fra le strade della borgata chiamata "Corricammina".